# Maliniak (Sępopol)
Maliniak (deutsch Amalienberg) ist der Name eines abgegangenen Ortes in der polnischen Woiwodschaft Ermland-Masuren. Die Ortsstelle gehört zur Gmina Sępopol (Stadt- und Landgemeinde Schippenbeil) im Powiat Bartoszycki (Kreis Bartenstein).

## Geographische Lage
Die Ortsstelle von Maliniak liegt westlich der Łyna (deutsch Alle) und wenige hundert Meter südlich der Staatsgrenze zu Russland. Bis zur einstigen und heute auf russischem Hoheitsgebiet gelegenen Kreisstadt Friedland (russisch Prawdinsk) sind es zehn Kilometer in nördlicher Richtung. Die heutige Kreismetropole Bartoszyce (deutsch Bartenstein) liegt 16 Kilometer in südwestlicher Richtung.

## Geschichte
Über die Gründung des Vorwerks Amalienberg liegen keine Nachrichten vor. 1844 wurde aus den zum Gutsbezirk Klingenberg (polnisch Ostre Bardo) gehörenden Vorwerken Amalienberg und Neu Klingenberg (Nowe Bardo) der neue Gutsbezirk Neu Klingenberg im ostpreußischen Kreis Friedland (1927 bis 1945 „Kreis Bartenstein“) gebildet. Im Jahre 1905 zählte Amalienberg als Ortsteil von Neu Klingenberg 37 Einwohner.
Nachdem am 30. September 1928 Neu Klingenberg zu Klingenberg kam, wurde Amalienberg ein Teil eben dieser Gemeinde.
In Kriegsfolge wurde 1945 das gesamte südliche Ostpreußen an Polen abgetreten. Amalienberg erhielt die polnische Namensform „Maliniak“, verschwand aber schon in den ersten Nachkriegsjahren – wohl aufgrund der Nähe zur polnisch-russischen Grenze – aus den Berichten der offiziellen Behörden. 
Heute gilt der Ort als untergegangen. Seine Ortsstelle liegt im Gebiet der Stadt- und Landgemeinde Sępopol (Schippenbeil) im Powiat Bartoszycki (Kreis Bartenstein (Ostpr.)), von 1975 bis 1998 der Woiwodschaft Olsztyn, seither der Woiwodschaft Ermland-Masuren zugehörig.

## Religion
Bis 1945 war Amalienberg in das Kirchspiel der evangelischen Kirche Klingenberg in der Kirchenprovinz Ostpreußen der Kirche der Altpreußischen Union, außerdem in die römisch-katholische Pfarrei Friedland (bis 1931: Tapiau; russisch Gwardeisk) im damaligen Bistum Ermland eingepfarrt.

## Verkehr
Die nicht mehr wahrnehmbare Ortsstelle Maliniaks resp. Amalienbergs ist von Ostre Bardo (Klingenberg) vorbei an der Ortsstelle von Nowe Bardo (Neu Klingenberg) zu erreichen.